# Кронід (Сакун)
Кронід Сакун (22 березня 1883 — 17 квітня 1954) — український церковний діяч часів СРСР.

## Життєпис
Походив з селянської родини. Народився 1883 року в селі Драбів Золотоноського повіту Полтавської губернії. Отримав ім'я Кіндрат.
1909 року став послушником Києво-Печерської лаври. Працював на гостинному дворі. У 1910 році відвідав святі міста Палестини і гору Афон. 1914 року прийняв в Лаврі постриг в рясофор.
1915 року під час Першої світової війни мобілізовано на військову службу. 1918 року повернувся до лаври. Служив в друкарні, потім в економічному відомстві.
З 1921 року допомагав місіонерам-проповідникам. Того ж року прийняв чернечий постриг, змінивши ім'я на Кронід. 1922 року висвячено на ієродиякона, а 1923 року — ієромонаха. Ніс послух у благочинницькому відомстві лаври.
1925 року заарештовано у складі великої групи ченців за підозрою в приховуванні монастирських цінностей. 21 лютого того ж року звільнений.
У 1925—1941 роках служив парафіяльним священиком, зокрема в селі Воронькові. У 1934—1936 роках перебував на сільгоспроботах.
У 1941 році, після окупації Києва німецькими військами, в числі перших ченців повернувся у знову відкриту Києво-Печерську лавру. У 1942 році отримав сан ігумена і призначений сторожем Дальніх печер.
У 1945 році постановлено на архімандрита. 1947 року після відставки Валерія Устименка призначено новим намісником Лаври.
В останні роки тяжко хворів, але все духовне життя монастиря проходило за його безпосередньої участі, тоді як господарськими питаннями займався Євменій (Хорольський). 1 серпня 1953 року відійшов від справ намісника. Замість нього було призначено Нестора Тугая. Помер 17 квітня 1954 року й був похований на Звіринецькому цвинтарі Києва.